# Vila Verde (Mirandela)
Vila Verde ist ein Ort und eine ehemalige Gemeinde im Nordosten Portugals. Vila Verde ist seit den 1960er Jahren stark von Abwanderung und Überalterung gekennzeichnet, ein regional verbreitetes Problem.

## Geschichte
Die heutige Ortschaft entstand vermutlich im Verlauf der mittelalterlichen Reconquista, wie viele Ortschaften der Region. Sie unterstand dem Christusorden, bis zur Liberalen Revolution 1821 und der 1834 folgenden Enteignung auch des Christusordens.
Vila Verde blieb eine eigenständige Gemeinde des Verwaltungskreises Mirandela. 1706 hatte Vila Verde 50 Einwohner, 1796 waren es 158. 1864 lag die Einwohnerzahl bei 221, im Jahr 1940 erreichte sie mit 311 den bisherigen Höchststand. Seit der insbesondere in den 1960er Jahren eingesetzten Auswanderung, vor allem nach Frankreich und Luxemburg, nimmt die Einwohnerzahl stetig ab.
Mit der Gebietsreform 2013 wurde die Gemeinde Vila Verde aufgelöst und mit Freixeda zu einer neuen Gemeinde zusammengefasst.

## Verwaltung
| Einwohnerzahl der Gemeinde Vila Verde (1864–2011) | Einwohnerzahl der Gemeinde Vila Verde (1864–2011) | Einwohnerzahl der Gemeinde Vila Verde (1864–2011) | Einwohnerzahl der Gemeinde Vila Verde (1864–2011) | Einwohnerzahl der Gemeinde Vila Verde (1864–2011) | Einwohnerzahl der Gemeinde Vila Verde (1864–2011) | Einwohnerzahl der Gemeinde Vila Verde (1864–2011) | Einwohnerzahl der Gemeinde Vila Verde (1864–2011) | Einwohnerzahl der Gemeinde Vila Verde (1864–2011) | Einwohnerzahl der Gemeinde Vila Verde (1864–2011) | Einwohnerzahl der Gemeinde Vila Verde (1864–2011) | Einwohnerzahl der Gemeinde Vila Verde (1864–2011) | Einwohnerzahl der Gemeinde Vila Verde (1864–2011) | Einwohnerzahl der Gemeinde Vila Verde (1864–2011) | Einwohnerzahl der Gemeinde Vila Verde (1864–2011) |
| ------------------------------------------------- | ------------------------------------------------- | ------------------------------------------------- | ------------------------------------------------- | ------------------------------------------------- | ------------------------------------------------- | ------------------------------------------------- | ------------------------------------------------- | ------------------------------------------------- | ------------------------------------------------- | ------------------------------------------------- | ------------------------------------------------- | ------------------------------------------------- | ------------------------------------------------- | ------------------------------------------------- |
| 1864                                              | 1878                                              | 1890                                              | 1900                                              | 1911                                              | 1920                                              | 1930                                              | 1940                                              | 1950                                              | 1960                                              | 1970                                              | 1981                                              | 1991                                              | 2001                                              | 2011                                              |
| 221                                               | 244                                               | 287                                               | 274                                               | 264                                               | 227                                               | 267                                               | 311                                               | 300                                               | 251                                               | 186                                               | 159                                               | 115                                               | 100                                               | 81                                                |

Vila Verde war Sitz einer gleichnamigen Gemeinde (Freguesia) im Kreis (Concelho) von Mirandela im Distrikt Bragança. Die Gemeinde hatte 81 Einwohner und eine Fläche von 9,86 km² (Stand 30. Juni 2011).
In der Gemeinde lag nur die eine namensgebende Ortschaft.
Mit der Gemeindereform vom 29. September 2013 wurden die Gemeinden Vila Verde und Freixeda zur neuen Gemeinde União das Freguesias de Freixeda e Vila Verde zusammengeschlossen. Vila Verde ist Sitz dieser neu gebildeten Gemeinde.